# Slash (phim)
Slash là một bộ phim hài Mỹ năm 2016 do Clay Liford đạo diễn và viết kịch bản. Ngôi sao điện ảnh Michael Johnston, Hannah Marks, Michael Ian Black, Missi Pyle, Sarah Ramos, Peter Vack, Jessie Ennis, và Matt Peters.

## Diễn viên
- Michael Johnston vai Neil
- Hannah Marks vai Julia
- Jessie Ennis vai Martine
- Peter Vack vai Mike Holloway
- Missi Pyle vai Ronnie
- Sarah Ramos vai Marin
- Robert Longstreet vai Blake
- Angela Kinsey vai Anglaxia Supremacy IV
- John Ennis vai Deron Zaxa
- Lucas Neff vai The Kragon
- Tishuan Scott vai Vanguard
- Michael Ian Black vai Denis
- Allie DeBerry vai Jessie Hunt
- Burnie Burns vai Mr. Snow
- Matt Peters vai Mr. Ford

## Sản xuất
Việc quay phim bắt đầu vào tháng 6 năm 2015 tại Austin. Sản xuất bởi Brock Williams thông qua Boxcar Films và Jason Wehling thông qua Arts + Labour. Bộ phim đã có buổi ra mắt thế giới tại SXSW vào ngày 13 tháng 3 năm 2016.